# Jacques Roumeguère
Jacques Roumeguère (Le Havre, 9 avril 1917 - Paris 5e, 25 décembre 2006) est un résistant français, Compagnon de la Libération. Engagé dans les forces françaises libres dès 1940, il participe aux combats en Afrique, en Italie et en France. Après la guerre, il exerce des fonctions au sein de la diplomatie française puis de la fonction publique d'état.

## Biographie

### Jeunesse et engagement
Jacques Roumeguère naît le 9 avril 1917 au Havre, alors en Seine-Inférieure
. Son père Casimir, polytechnicien et lieutenant-colonel au 263e régiment d'artillerie meurt en septembre 1918 d'un œdème pulmonaire consécutif des combats de la Grande Guerre. Jacques effectue ses études au Lycée de garçons du Havre et au Prytanée national militaire de La Flèche et obtient son baccalauréat. Il effectue ensuite une année de droit avant d'être appelé pour son service militaire qu'il effectue en 1938 dans l'artillerie de marine.

### Seconde Guerre mondiale
En 1939, lorsque la Seconde Guerre mondiale est déclenchée, Roumeguère qui est en poste au 40e régiment d'artillerie décide de rester sous les drapeaux. Engagé dans la bataille de France, il participe à la défense de Lille mais se fait capturer par la Wehrmacht le 1er juin 1940. Alors qu'il est transféré en Belgique, il parvient à s'évader et à retourner en France, vêtu d'habits civils. Le 17 juin, après que le maréchal Pétain a annoncé à la radio la cessation des combats, Jacques Roumeguère gagne le cap Gris-Nez et embarque pour l'Angleterre où il s'engage dans les forces françaises libres. En septembre, il est envoyé en Afrique et participe à la bataille de Dakar puis il prend part à la campagne de Syrie en 1941. Ayant suivi des cours d'officier à Damas, il est promu aspirant et intègre la 1re division française libre où il est affecté au 1er régiment d'artillerie des FFL.
De retour en Afrique, il participe à la guerre du désert en Libye à partir de janvier 1942. Il combat notamment au col d'Halfaya et à Gazala. Il est ensuite engagé dans la bataille de Bir Hakeim durant laquelle il est blessé le 9 juin 1942. Refusant de quitter son poste, il continue le combat jusqu'au lendemain avant d'être évacué vers le Levant français pour y être soigné. Le 29 août, à Beyrouth, le général de Gaulle lui remet la Croix de la Libération. Sa grave blessure l'éloigne des combats pendant plusieurs mois. Une fois rétabli, il retrouve son régiment avec lequel il participe à la campagne de Tunisie entre février et mai 1943. Il est ensuite détaché auprès du général de Larminat pour une mission clandestine de recrutement. Engagé dans la campagne d'Italie, il travaille sur une base américaine où il est chargé d'interpréter des photographies aériennes. À sa demande, il réintègre ensuite le 1er régiment d'artillerie afin de participer au débarquement de Provence en août 1944. Il participe ensuite aux combats de libération de la France du sud de la France jusqu'à la campagne d'Alsace. Il termine la guerre avec le grade de lieutenant.

### Après-guerre
En novembre 1945, Jacques Roumeguère est secrétaire du Conseil de l'Ordre de la Libération. Il s'engage ensuite dans une carrière diplomatique et devient consul-général de France à Bangui en République centrafricaine de 1961 à 1963, puis à Diego-Suarez à Madagascar. De retour en métropole en 1968, il travaille au ministère des affaires étrangères où il est chargé de mission au cabinet de Michel Debré. Devenu administrateur civil, il est en poste au service des bâtiments du ministère de la justice de 1969 à 1973. Il est ensuite affecté pendant deux ans sur les Terres australes et antarctiques françaises où il exerce la fonction de chef de district de l'île Amsterdam. Après avoir été délégué régional à l'environnement de 1975 à 1981, il travaille au ministère de l'équipement avant d'être nommé, en 1983, inspecteur général de l'équipement. Jacques Roumeguère meurt le 25 décembre 2006 à Paris et est inhumé à Saint-Loup-de-Gonois dans le Loiret.

## Décorations
|  |  |  |
|  |  |  |
|  |  |  |

| Commandeur de la Légion d'Honneur               | Commandeur de la Légion d'Honneur               | Compagnon de la Libération                                               | Compagnon de la Libération                                               | Commandeur de l'Ordre national du Mérite                | Commandeur de l'Ordre national du Mérite                |
| Croix de guerre 1939-1945                       | Croix de guerre 1939-1945                       | Médaille de la Résistance française                                      | Médaille de la Résistance française                                      | Médaille des évadés                                     | Médaille des évadés                                     |
| Croix du combattant volontaire de la Résistance | Croix du combattant volontaire de la Résistance | Médaille coloniale Avec agrafes "AFL", "Levant", "Libye" et "Bir-Hakeim" | Médaille coloniale Avec agrafes "AFL", "Levant", "Libye" et "Bir-Hakeim" | Membre de l'Ordre de l'Empire britannique (Royaume-Uni) | Membre de l'Ordre de l'Empire britannique (Royaume-Uni) |